# Lennart Johansson (ishockeyspelare)
Lennart "Tigern" Johansson, född 7 juni 1941, död 23 oktober 2010, var en svensk ishockeyspelare och ishockeytränare. 
Han startade sin aktiva karriär Heffners/Ortvikens IF och gjorde debut i högsta serien med Wifsta/Östrands IF 1960. Han värvades 1962 till Brynäs IF, en klubb som han spelade med till 1972. Han vann sju SM i ishockey med Brynäs som spelare och ett som tränare. 
Han spelade med Sveriges herrlandslag i ishockey vid OS 1964 där man erövrade en silvermedalj. 
Johansson var tränare för Brynäs under säsongerna 1979–1980 och 1981–1982, med ett SM-guld 1980 som resultat. Han var även tränare för Sveriges B-landslag i ishockey, Vikingarna.